# Jaime de Barros Câmara
Jaime de Barros Câmara (ur. 3 lipca 1894 w São José na terenie archidiecezji Florianópolis, zm. 18 lutego 1971 w Aparecida) – brazylijski duchowny katolicki, kardynał, arcybiskup São Sebastião do Rio de Janeiro

## Życiorys
Święcenia kapłańskie otrzymał 1 stycznia 1920 roku z rąk abp. Joaquim Domingues de Oliveira arcybiskupa Florianópolis. Po święceniach kapłańskich podjął pracę duszpasterską w archidiecezji Florianópolis. W latach 1935–1936 rektor seminarium duchownego Florianópolis. 19 grudnia 1935 roku papież Pius XI mianował go biskupem Mossoró, sakrę biskupią przyjął 2 lutego 1936 roku z rąk abp. Joaquim Domingues de Oliveira arcybiskupa Florianópolis. 15 sierpnia 1941 roku mianowany arcybiskupem Belém do Pará, a 3 lipca 1943 roku przeniesiony na stolicę metropolitalną w São Sebastião do Rio de Janeiro. Na konsystorzu 18 lutego 1946 roku Pius XII wyniósł go do godności kardynalskiej z tytułem prezbitera Ss. Bonifacio e Alessio. W latach 1958–1963 był przewodniczącym Konferencji Episkopatu Brazylii. Uczestnik konklawe w roku 1958 i 1963 roku. Uczestniczył w obradach II soboru watykańskiego. Zmarł 18 lutego 1971 roku w Aparecida. Pochowano go w archikatedrze metropolitalnej w Rio de Janeiro.